# Římskokatolická farnost Měrovice nad Hanou
Římskokatolická farnost Měrovice nad Hanou je územním společenstvím římských katolíků v rámci přerovského děkanátu olomoucké arcidiecéze s farním kostelem svatého Bartoloměje.

## Historie
První písemná zmínka o obci je z roku 1466. Když začaly tereziánsko-josefinské reformy, pravděpodobně i měrovičtí chtěli dosáhnout obnovení vlastní farnosti. Od roku 1766 totiž němčický farář Stehlík v knize kostelních účtů začal vést němčické a měrovické účty odděleně. Nejdříve vznikla nejprve tzv. lokalie, podřízená němčickému faráři, již spravoval lokální kaplan, bydlící v Měrovicích. Samostatná farnost byla zřízena roku 1812. Od roku 2015 patří k území farnosti také obec Stříbrnice.

## Duchovní správci
K červnu 2018 je administrátorem excurrendo R. D. Mgr. Pavel Ryšavý.

## Bohoslužby
| Kostel              | Místo              | Bohoslužba (den)  | Hodina                           | Poznámka        |
| ------------------- | ------------------ | ----------------- | -------------------------------- | --------------- |
| svatého Bartoloměje | Měrovice nad Hanou | neděle čtvrtek    | 7.30 17.00 /(zima)/ 18.00 (léto) | Farní kostel    |
| Kaple               | Stříbrnice         | 4. úterý v měsíci | 16.00                            | hřbitovní kaple |

## Aktivity farnosti
Ve farnosti se pravidelně koná tříkrálová sbírka. V roce 2018 se při ní v Měrovicích vybralo 4 995 korun.

## Kněží pocházející z farnosti
Rodákem z obce Stříbrnice byl biskup Josef Vrana.